# Bourgfried
Bourgfried, Burfelt (lb. Buerfelt, niem. Burgfried, hist. Buergfrid) – mała miejscowość (lieu-dit) w północno-zachodnim Luksemburgu, w kantonie Wiltz, w gminie Esch-sur-Sûre. Do 3 października 2015 miejscowość leżała w dystrykcie Diekirch, a do 31 grudnia 2011 należała do gminy Neunhausen.  